# Scorila, Mehedinți
Scorila este un sat în comuna Vlădaia din județul Mehedinți, Oltenia, România.